# (36329) 2000 LU35
2000 LU35 (asteroide 36329) é um asteroide da cintura principal. Possui uma excentricidade de 0.23206770 e uma inclinação de 5.62155º.
Este asteroide foi descoberto no dia 1 de junho de 2000 por LONEOS em Anderson Mesa.